# 張仁波和王廣軍
張仁波（1998年7月27日—）和王廣軍（1991年6月4日—）是兩名中華人民共和國公民。根據烏克蘭總統弗拉基米爾·澤連斯基的說法，他們被俄羅斯軍隊招募為僱傭兵並參與俄羅斯入侵烏克蘭。他們在頓涅茨克州被烏克蘭軍隊俘虜，是自俄烏戰爭爆發以來首批被俘虜並存活的中華人民共和國籍戰鬥人員。兩人隨後在烏克蘭國家安全局安排的記者會上講述他們參戰的經歷，並引發國際媒體對中華人民共和國公民參與俄烏戰爭的關注。

## 生平

### 張仁波
張仁波，1998年7月27日出生於中華人民共和國江西省，來自上海。曾任消防員，被烏克蘭軍隊俘虜時年為26歲（截至2025年4月）。據其受訪時表示，他於2024年12月20日以「旅客」身份前往俄羅斯，原計劃在假期期間「賺點錢」。其後在網上看到俄軍徵兵廣告，仲介聲稱他將從事建築等後勤工作，薪酬高於中國，並承諾入伍可獲得200萬盧布獎金。他稱中華人民共和國媒體和官媒經常強調中俄友誼，這可能導致他信任俄羅斯並被仲介利用。張仁波遂於2025年1月5日在頓河畔羅斯托夫簽署入伍文件，於同月初被送往羅斯托夫，接受為期約6日的訓練，隨後被調派至頓涅茨克。然而，他後來意識到自己實際被派往戰區。
他曾獲發一張儲有20萬盧布（約2400美元）的銀行卡，但無法使用，因其手機連同銀行應用程式一同被俄軍沒收，對方聲稱該筆款項用於購買燃料等物資。據張仁波表示，入伍合約為俄文版本，無法核對內容；仲介曾替他辦理銀行卡，帳戶內顯示200萬盧布薪資，但提款功能受限；手機亦遭軍官沒收，甚至需支付費用才能取回。俄軍又要求他們支付發電機、汽油及飲用水等開支，他曾與另一名中國人分擔費用，並聽聞「若不付款，翌日即被送上前線」。他指出，非俄籍士兵普遍遭遇歧視，粗重與骯髒工作多由中國、印度、尼泊爾等外籍士兵承擔，行軍目的未獲解釋，亦無人關心他們能否生還，俄軍更會以言語羞辱他們。
張仁波其後被編入一支由俄羅斯指揮官領導的部隊，該部隊中僅有兩名中華人民共和國公民，所有文件及日常溝通均以俄語進行。他表示曾在戰壕中駐守約一個月，直至2025年3月29日接獲前往前線的命令。他與另外兩名士兵被指示徒步前進，並於4月5日首次參與戰鬥，地點為頓涅茨克州塔拉西夫卡。當時他遭烏克蘭無人機襲擊，完全依賴俄軍手勢作戰。其間一枚手榴彈落於其身旁但未爆炸，而其俄籍長官於無人機搜索期間棄他而逃。張仁波隨後花數小時躲藏，試圖在無人機持續攻擊下倖存，最終在逃亡過程中被烏克蘭第157機械化旅所俘，這亦是他首次見到烏克蘭士兵。他表示當時配備AK-74突擊步槍，但在首次執行任務中即被俘，期間未曾開槍。

### 王廣軍
王廣軍，1991年6月4日出生於中華人民共和國河南省，是一名來自鄭州市的復健師，已婚並有子女，被烏克蘭軍隊俘虜時年為33歲（截至2025年4月）。其由於2019冠狀病毒病疫情期間在失業，於是積極尋找新的工作機會。據其接受訪問時稱，他曾在中國短影音平台抖音上觀看多段展示俄羅斯士兵與武器的影片，內容經過精心包裝，其中一段聲稱俄軍為受傷士兵提供康復治療服務，且無需參與對烏克蘭的戰鬥任務。此外，王廣軍受到中國社會對軍人地位較高的觀念影響，儘管他患有高度近視，亦未曾參軍，仍對從軍產生興趣。據與他接觸的仲介聲稱俄軍提供每月80萬盧布的基本薪資，另有每月20至25萬盧布的獎金，進一步促使他決定加入俄羅斯軍隊。而烏克蘭媒體報導指，王廣軍其中一個目的是藉由參軍獲取俄羅斯國籍。
儘管中華人民共和國當局曾警告勿前往俄羅斯參軍，王廣軍仍於農曆新年後啟程。出境時在黑龍江省黑河市因個人行程及俄羅斯尚在戰爭之中而被中方人員拒絕出境，理由為已有過多中國公民赴俄。後經仲介安排，並在對方承諾只須提供身分證號碼，免除所有費用後，他改道先前往新疆維吾爾自治區，再由伊寧市經哈薩克阿拉木圖前往俄羅斯，並於2025年2月8日抵達莫斯科。抵達後，王廣軍受到仲介熱情接待，獲贈一萬盧布現金與一頓大餐，並被安排入住高級飯店。十日後，他被送往喀山辦理入伍手續。然而，原先承諾的醫療職位並不存在，他僅接受五日急救訓練後即被送往頓河畔羅斯托夫再行訓練，並於3月29日被調往北頓涅茨克，編入俄羅斯陸軍「第七無堡旅」（可能指第7摩托化步兵旅）服役。
王廣軍表示，原以為會擔任醫護兵，但入伍後才被告知需直接參與戰鬥，無法自行選擇職位。他稱「進入軍隊後已無法自控，身不由己」。在部隊中，由於語言障礙，只能透過手勢理解指令，且未獲任何有關任務的解釋，也無人關心其生死。訓練營與戰場環境惡劣，曾兩三日僅獲一餐，有時僅發放生米，住宿地區亦常斷水斷電，夜間寒冷。軍營管理嚴密，在訓練期間，指揮官也會密切關注他們，根本沒有逃跑的機會。此外，俄羅斯到處都是軍事警察，即使試圖逃跑也無處可去。而夜間如需如廁亦遭荷槍憲兵監視。他提到曾在頓河畔羅斯托夫遇見一名阿拉伯籍士兵深夜自殺，事件原因不明，亦無人討論。
據王廣軍說法，其所屬部隊由俄軍指揮官領導，約有十名中國公民，全體行動與資訊均對其保密，成員於抵達地點前不知所處位置。部隊曾承諾月薪達28萬盧布（約3400美元），但他在交出手機後不清楚是否實際收到報酬，亦難與俄語軍官溝通。
2025年4月4日，在戰場上，王廣軍所在五人小隊僅剩他與指揮官倖存，其後與另一俄軍小隊會合，在無人機引導下進入戰壕。其上級以「王，嗒嗒嗒」模仿槍聲示意他已深入敵陣。其後，俄軍對戰壕投擲手榴彈，其戰友遭到友軍誤傷，導致其當場喪生，王廣軍亦受背部與腿部傷。俄軍嘗試帶其向烏軍無人機投降，但途中遭遇雙方交火，俄軍投擲煙霧彈，他因吸入濃煙與體力透支，被烏軍拖出戰壕。其後再試圖爬出時，遭無人機投擲炸彈攻擊，另一名戰俘當場身亡。最終，他於在頓涅茨克州比洛霍里夫卡向烏克蘭第81空中突擊旅投降。

## 被俘後
兩人在頓涅茨克州被俘後，根據《日內瓦公約》接受適當的醫療照護，並由烏克蘭國家安全局移送至基輔進行審訊。
2025年4月8日，烏克蘭總統澤連斯基在Twitter／X公開兩名中華人民共和國籍戰鬥人員被俘一事，指烏克蘭軍方在搜查中從張仁波和王廣軍身上發現身份證件、銀行卡以及其他個人資料，其並在帖中發佈影片。影片中王廣軍指向上方，用「嗚嗚嗚」和「砰砰砰」模仿戰鬥機飛過和開炮的聲音，接著用普通話說：「然後我的……commander（指揮官）……砰！然後就……砸！……他就……啊呀……然後，然後我……啊！……然後他就跟那個……」
4月9日，澤連斯基確認至少155名中華人民共和國公民為俄羅斯作戰，其表示烏方願意將張仁波和王廣軍納入與俄羅斯的戰俘交換名單，以換取被俄羅斯拘押的烏克蘭士兵。
4月14日，張仁波與王廣軍在烏克蘭首都基輔出席由烏克蘭國家安全局舉辦的記者會，公開講述其參與俄羅斯軍隊作戰並被俘的經過。兩人坐於長桌前，面對國際媒體，並透過由烏克蘭國家安全局提供的普通話翻譯員將其發言翻譯為烏克蘭語及英語。在記者會上，兩人均表示「烏克蘭對我很好」，其參戰行為與中華人民共和國政府無關，並對隱瞞家人前往俄羅斯參戰一事表達後悔。王廣軍指出，只有在戰場上親身經歷後，才真正認識到戰爭的殘酷。他稱：「俄羅斯灌輸給我們的都是謊言。都是假的。俄羅斯沒有他們自稱的那麼強大，烏克蘭也沒有他們說的那麼弱小。……對於那些希望加入對烏克蘭戰爭的中國同胞，我只想說，不要加入這場戰爭。」兩人亦表示，俄軍招募過程中存在重大隱瞞，其實際經歷與抖音平台上所見之宣傳內容嚴重不符，並明確表達希望返回中華人民共和國，即使面臨懲罰也在所不惜。

## 反應
- 中华人民共和国：外交部發言人林劍回應稱，烏克蘭方面的指控「完全沒有根據」。他警告參與烏克蘭戰爭的各方不要發表「不負責任的言論」。林劍還提到，外交部正在與烏克蘭方面核實有關這兩名中華人民共和國籍戰俘的信息。他重申，中國政府總是要求國民遠離武裝衝突地區，避免任何形式的武裝衝突，尤其要避免參與任何一方的軍事行動[15]，並否認中國派遣軍事人員參與俄烏戰爭[3]。
- 乌克兰：總統澤連斯基指控俄羅斯透過包括抖音在內的社交媒體公開為俄羅斯招募中華人民共和國籍士兵[4]。儘管如此，澤連斯基並未指責中華人民共和國政府直接徵兵，但他表示中華人民共和國當局「知情」這些招募行為[16][17][18]。澤連斯基還表示，美國官員在得知有中華人民共和國籍僱傭兵在烏克蘭作戰時表示「驚訝」[16]。烏克蘭外交部已召見一名中華人民共和國外交官要求解釋此事[3]。
- 美国：美國國務院發言人塔米·布魯斯（英语：Tammy Bruce）在華盛頓的簡報會上表示，關於中華人民共和國公民在俄羅斯一方作戰的報導令人「擔憂」[19][16][3]。
- 欧洲联盟：外交與安全政策高級代表卡婭·卡拉斯也稱中華人民共和國是俄羅斯戰爭的「關鍵促成者」，並表示如果中華人民共和國真的想停止支持俄羅斯，那將會產生影響[19][16][17]。她強調，「當然這並不意味着中國軍隊參與其中」[17]。荷蘭政治人物揚·帕特諾特（英语：Jan Paternotte）在Twitter／X平台上表示，在歐洲抓獲中國士兵，並非如北京所稱是維和人員，而是作為普京入侵部隊的僱傭兵，歐洲必須明確表示這是不可接受[20]。